# Vsesvit
Vsesvit (în ucraineană Всесвіт, cu sensul de „Lumea întreagă” sau „Universul”) este o revistă social-politică și literar-artistică ilustrată de literatură străină. Ea este cea mai veche revistă literară din Ucraina.

## Istoric

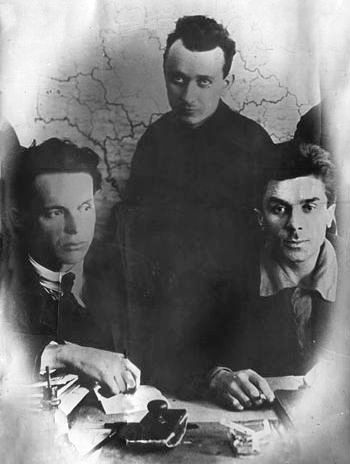
În redacția revistei Vsesvit (de la stânga la dreapta): Olexandr Dovjenko, Konstantin Gordienko, Мikola Hvîlevoi. Harkov, 1925

Revista a fost înființată în ianuarie 1925 de Vasilii Ellan-Blakitnîi, Mikola Hvîlevoi și Olexandr Dovjenko. Din ianuarie 1925 până în octombrie 1934 a apărut la Harkov , cu o periodicitate de două ori pe lună, iar din iulie 1958 până în prezent este redactată la Kiev. Până la sfârșitul secolului al XX-lea a apărut lunar, iar acum apare o dată la două luni.
Pe parcursul existenței revistei au fost publicate în paginile sale mai mult de 500 de romane, mii de poezii, nuvele și piese de teatru, mii de articole, eseuri, reportaje, interviuri cu autori din 105 de țări care au publicat în 84 de limbi.
Până în 1993, principiul invariabil al publicației a fost publicarea unor lucrări de literatură străină traduse în limba ucraineană,
exclusiv pentru prima dată în spațiul sovietic și post-sovietic. La acel moment, revista în limba ucraineană era căutată si citită de oameni de diferite naționalități, care, deși cunoșteau superficial limba ucraineană, doreau să se familiarizeze cu cele mai bune lucrări ale literaturii universale, care erau publicate în paginile revistei. În această perioadă, revista Vsesvit a jucat un rol important în dezvoltarea culturii naționale ucrainene, ci și a culturii internațonale în tot spațiul sovietic și post-sovietic.
Revista Vsesvit a contribuit la crearea unei valoroase școli ucrainene de traducere. În revistă au fost publicate în mod regulat articole, studii de istorie și critică literară și traduceri semnate de Ivan Bilîk, Ivan Dziuba, Pavel Zagrebelnii, Dmitrii Zatonskii, Roman Lubkivskii, Dmitrii Nalivaiko, Dmitrii Pavlîciko, Iurii Pokalciuk, Nikolai Riabciuk, Vadim Skuratovskii, Maksim Stirha, Leonid Taniuk și alți autori bine-cunoscuți.
În 1989, revista a instituit premiul literar Ars Translationis („Arta traducerii”) intitulat Mîkola Lubaș, care este decernat anual celor mai buni traducători ucraineni.
Funcția de redactor-șef al revistei a fost îndeplinită timp de mulți ani de scriitorul și publicistul Aleksei Poltorațkii (1958-1970), apoi de criticul literar ucrainean Oleg Mikitenko (1986-2007).

## Colegiul de redacție
- Iurii Mikitenko — redactor-șef
- Dmitrii Drozdovskii— redactor principal[4]
- Oleg Mikitenko — redactor-consultant
- Nina Harciuk — secretar responsabil de redacție
- Mihail Ivanov — designer